# Сунвар (мова)
Сунвар — мова групи Кіранті, якою розмовляють переважно представники народу Сунвар на території Непалу (950 тис.) і Сіккіму (26 тис.).